# Kad čovjek voli ženu (1994.)
Kad čovjek voli ženu (engl. When a Man Loves a Woman) američka je drama, iz 1994. redatelja Luisa Mandokia.

## Radnja
Michael Green je iskusan pilot koji voli svoj posao. Jednog dana upoznaje ženu, Alice, koju zamoljava da mu učini uslugu - da mu donese odjeću iz kemijske čistionice. Michael mora stići na let, i ne stiže sam preuzeti odjeću. Iako su se tek upoznali, Alice pristaje na to.
Michael i Alice se nastavljaju viđati i uskoro se vjenčaju i imaju djecu. Površinski žive sretno obiteljskim životom. Ipak Alice krije tajnu koja nije poznata čak ni Michaelu - ona je alkoholičar i pije svaki dan. Jednog dana Michael otkriva njenu tajnu, i pokušava joj pomoći, što ona zbilja treba.

## O filmu
Film je baziran na desetak stranica koje je Orson Welles napisao i prvo se trebao zvati Significant Other.
Film je često kritiziran zato što Michael nije prije saznao o alkohloknim problemima svoje supruge Alice, ali ovoj kritici se može proturiječiti s obzirom na to da Michael često putuje i da su alkohličari najčešće vrlo sposobni sakriti svoje probleme.

## Uloge (izbor)
- Andy García - Michael Green
- Meg Ryan - Alice Green
- Ellen Burstyn - Emily
- Tina Majorino - Jess Green
- Mae Whitman - Casey Green
- Lauren Tom - Amy
- Philip Seymour Hoffman - Gary

## Vanjske poveznice
- Kad čovjek voli ženu u internetskoj bazi filmova IMDb-a